# 長岡貞男
長岡 貞男（ながおか さだお、1952年 - ）は、日本の経済学者、元官僚、東京経済大学経済学部教授、一橋大学名誉教授。研究分野は、イノベーションと政策・制度、産業組織。経済産業研究所ファカルティ・フェロー。

## 経歴
1975年、東京大学工学部計数工学科を卒業し、通商産業省に入省。1980年、マサチューセッツ工科大学スローン経営大学院 (MIT Sloan School of Management) で、M.S.（経営学）を取得。1986年から1990年まで、世界銀行でエコノミストとして勤務し、1990年にはマサチューセッツ工科大学よりPh.D（経済学）を取得した。帰国後、1990年からソ連東欧室室長〜ロシア東欧室長を務めた後、1992年に通商産業省を退職し、成蹊大学経済学部教授。1996年、一橋大学商学部産業経営研究所教授となり、翌1997年の改組によりイノベーション研究センター教授となった後、2004年から2008年まで同センター長を務めた。
2015年4月から、東京経済大学教授。2016年4月一橋大学名誉教授。2022年11月日経・経済図書文化賞受賞。

## おもな業績

### 単著
- 変動為替レートの解明：乱高下の原因と影響、東洋経済新報社、1983年
- 日米欧の生産性と国際競争力：ゼミナール、東洋経済新報社、1993年
- 内外価格差の経済分析：生産性からのアプローチ、NTT出版、1999年

### 共著
- （平尾由紀子との共著）産業組織の経済学：基礎と応用、日本評論社、1998年

### 共編著
- （馬成三、S・ブラギンスキーとの共編著）中国とロシアの産業変革、日本評論社、1996年
- （後藤晃との共編著）知的財産制度とイノベーション、東京大学出版会、2003年
- （鈴村興太郎、花崎正晴との共編著）経済制度の生成と設計、東京大学出版会、2006年
- （藤田昌久との共編著）生産性とイノベーションシステム、日本評論社、2011年